# Xavier Rodríguez Serra
Xavier Rodríguez Serra, més conegut com a "Rodri", (Badalona, 24 de febrer de 1961) és un exjugador de basquetbol català que jugava de base.
Es va formar a les categories inferiors del Club Joventut Badalona, a les que va arribar l'any 1975. El 1980, la seva darrera temporada al júnior verd-i-negre, va debutar amb el primer equip. Les dues temporades següents les va jugar a Primera B, amb el CB Canet de Mar i el Bazán Cartagena respectivament. La temporada 1982-83 torna a Badalona per jugar novament al Joventut, amb Jack Schrader a la banqueta. Després va jugar una temporada al Club Bosco de La Corunya, de 1a B, i una altra al CB Mollet, abans d'unir-se al projecte del Caixa Sabadell el 1985 per assolir l'ascens a la primera divisió. Hi va jugar fins a la temporada 1987-88 en que l'equip sabadellenc es va desfer. Un cop acabada la seva estada a terres vallesanes va jugar durant tres anys al Cirsa L'Hospitalet, amb qui també va lograr l'ascens de categoria. Després de dues temporades a primera divisió amb els hospitalencs, "Rodri" s'uneix temporalment al TDK Manresa durant uns mesos substituint al lesionat Jordi Creus. Després d'una temporada al Metro Santa Coloma, va assolir l'ascens a l'ACB amb el Bàsquet Andorra.
Va ser fundador de l'associació de veterans del Joventut, i l'any 2001 es va convertir en president dels veterans del Joventut.